# Utitalen

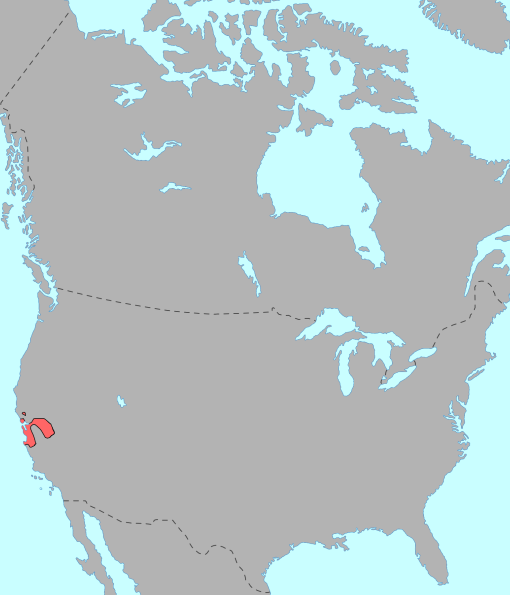
Oorspronkelijke verbreiding van de Utitalen

De Utitalen zijn een familie van indiaanse talen die gesproken werden in het midden en noorden van Californië. De familie bestaat uit twee takken:
- Miwoktalen (7 talen, gesproken door de Miwok)
- Ohlonetalen (6 talen, gesproken door de Ohlone)

Drie Miwoktalen zijn uitgestorven en de overige talen zijn ernstig bedreigd. De Ohlonetalen zijn in de jaren 50 uitgestorven, hoewel voor drie talen revitalisatieprojecten aan de gang zijn. Verschillende taalkundigen zijn van mening dat de Utitalen verwant zijn aan de Yokutstalen en samen een Yok-Utische taalfamilie vormen. Evenals de Yokutstalen maken de Utitalen deel uit van de hypothetische Penutitaalfamilie.